# Montembœuf
Montembœuf (Montembuòu en limousin, dialecte occitan) est une commune du Sud-Ouest de la France, située dans le département de la Charente (région Nouvelle-Aquitaine).
Ses habitants sont les Montembelviens et les Montembelviennes.

## Géographie

### Localisation et accès
Montembœuf est une commune située en Charente limousine, à 34 km à l'est d'Angoulême, 14 km à l'est de La Rochefoucauld, 13 km au nord-est de Montbron, 22 km à l'ouest de Rochechouart et 28 km de Confolens.
C'est le chef-lieu de son canton.
Les routes principales traversant la commune sont la D 13, axe est-ouest de La Rochefoucauld (puis Angoulême) à Rochechouart qui fait la limite de commune au sud, et la D 16, route de Montmoreau à Confolens, qui va de la Belle Étoile (D 13) à Cherves-Châtelars et La Péruse en traversant le bourg.
D'autres routes départementales moins importantes passent dans la commune ; en particulier la D 27 à l'extrême nord qui bifurque de la D 16 et va à Chasseneuil, la D 162 qui traverse le bourg et va vers Saint-Adjutory et Taponnat vers le nord-ouest et Mouzon vers l'est, la D 173 sud-nord qui passe à l'ouest, qui va de Mazerolles (et l'Arbre) à Chasseneuil par Vitrac.

### Hameaux et lieux-dits
La commune compte de nombreux hameaux. On peut citer les Labourières au sud-est du bourg, Beaussac au sud-ouest, Jayat à l'ouest, sans oublier la Belle Étoile situé au carrefour de la D 13 et de la D 16 au sud.

### Communes limitrophes
Les communes limitrophes sont  Cherves-Châtelars, Le Lindois, Mazerolles, Saint-Adjutory et Vitrac-Saint-Vincent.
| Vitrac-Saint-Vincent |            | Cherves-Châtelars |
| Saint-Adjutory       | Montembœuf |                   |
| Mazerolles           |            | Le Lindois        |

### Géologie et relief
Comme toute la partie nord-est du département de la Charente qu'on appelle la Charente limousine, la commune appartient géologiquement à la partie occidentale du Massif central, composée de roches cristallines et métamorphiques, relique de la chaîne hercynienne.
La moitié ouest de la commune est du micaschiste, et la moitié est du gneiss. Seule l'extrême nord vers l'Ennui, sur la crête, on trouve le terrain tertiaire détritique composé d'argile sableuse à silex qui marque la fin du massif, ainsi qu'au nord-ouest de Jayat,,.
La commune de Montembœuf se trouve sur une crête secondaire qui descend vers le nord du Massif de l'Arbre, premier mont du Massif central en venant de l'océan. L'altitude y est relativement élevée car on dépasse couramment les 250 m d'altitude.
Les points culminants de la commune se situent donc au sud sur la crête principale, en limite avec la commune du Lindois. La Belle Étoile est à 324 m d'altitude, mais le point culminant de 342 m se trouve sur la limite sud-ouest en direction de l'Arbre.
Le bourg est à 270 m d'altitude, juché sur ce promontoire d'où on a constamment une vue immense vers le nord. Le carrefour de la D 16 et D 27 marquant la limite nord de la commune et prolongeant cette même crête est à 242 m d'altitude.
Le point le plus bas, 181 m, se trouve sur le Rivaillon, ruisseau quittant la commune au nord-ouest.
De nombreux ruisseaux prennent aussi naissance dans la commune et creusent des vallées plus encaissées en s'écoulant vers le nord.

### Hydrographie

#### Réseau hydrographique

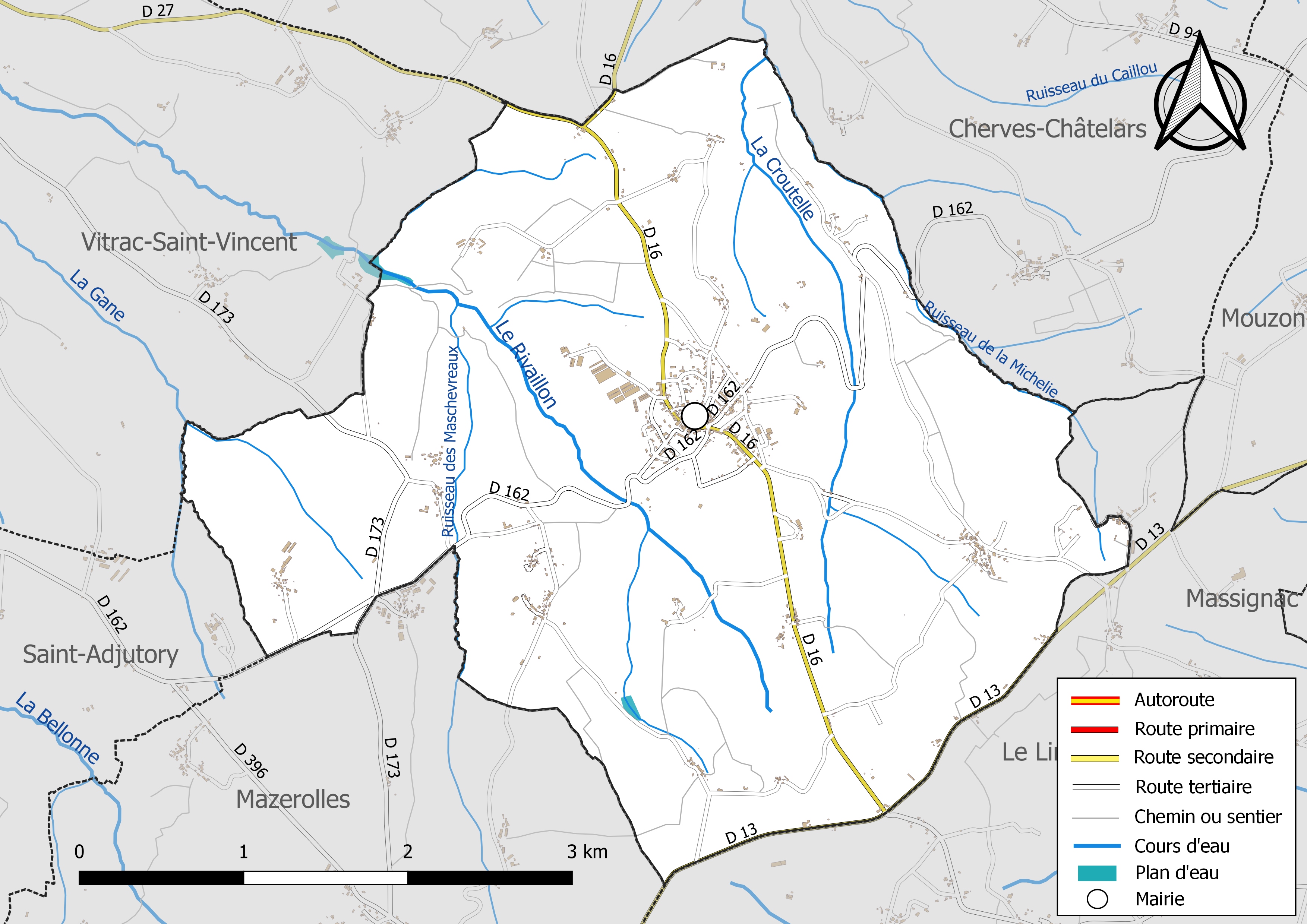
Réseaux hydrographique et routier de Montembœuf.

La commune est située dans le bassin versant de la Charente au sein du bassin Adour-Garonne. Elle est drainée par le Rivaillon, la Croutelle, la Gane, le ruisseau de la Michelie, le ruisseau des Maschevreaux et par divers petits cours d'eau, qui constituent un réseau hydrographique de 20 km de longueur totale,.
La nature imperméable du sol et le relief favorisent la naissance de multiples ruisseaux, qui descendent vers le nord-ouest et se jettent dans la Bonnieure, dans le bassin de la Charente.
On peut citer la Croutelle qui passe à l'est du bourg et à Cherves-Châtelars, et le Rivaillon à l'ouest de la commune, qui passe à Vitrac-Saint-Vincent.
De nombreuses petites retenues d'eau parsèment aussi ces vallées, utiles à l'agriculture.

#### Gestion des eaux
Le territoire communal est couvert par le schéma d'aménagement et de gestion des eaux (SAGE) « Charente ». Ce document de planification, dont le territoire correspond au bassin de la Charente, d'une superficie de 9 300 km2, a été approuvé le 19 novembre 2019. La structure porteuse de l'élaboration et de la mise en œuvre est l'établissement public territorial de bassin Charente. Il définit sur son territoire les objectifs généraux d’utilisation, de mise en valeur et de protection quantitative et qualitative des ressources en eau superficielle et souterraine, en respect des objectifs de qualité définis dans le troisième SDAGE  du bassin Adour-Garonne qui couvre la période 2022-2027, approuvé le 10 mars 2022.

### Climat
La commune bénéficie d’un « climat océanique altéré », selon la typologie des climats en France définie en 2010, comme 294 autres communes de la Charente soit 73  % du département. Ce type de climat constitue une transition entre le climat océanique franc et le climat océanique dégradé. La température moyenne annuelle est assez élevée (12,5 °C) avec un nombre de jours froids faible (entre 4 et 8 par an) et chauds soutenu (entre 15 et 23 par an). La dénomination régionale utilisée pour les communes de Charente limousine est « climat océanique limousin ». Plus arrosé et plus frais que le reste de la Charente qui est de type aquitain, ce climat reste tempéré avec des printemps tièdes et des étés assez chauds, avec des variations dues à l’altitude. L’ensoleillement annuel atteint en moyenne 1 850 heures
.
Les paramètres climatiques qui ont permis d’établir cette typologie comportent six variables pour les températures et huit pour les précipitations, dont les valeurs correspondent aux données mensuelles sur la normale 1971-2000. Les sept principales variables caractérisant la commune sont présentées dans l'encadré ci-contre.
Avec le changement climatique, ces variables ont pu depuis évoluer. Une étude réalisée en 2014 par la Direction générale de l'Énergie et du Climat prévoit en effet que la  température moyenne devrait croître et la pluviométrie moyenne baisser, avec toutefois de fortes variations régionales. La station météorologique de Météo-France installée sur la commune et mise en service en 1990 permet de connaître en continu l'évolution des indicateurs météorologiques. Le tableau détaillé pour la période 1981-2010 est présenté ci-après.
| Mois                                  | jan.          | fév.           | mars           | avril           | mai           | juin          | jui.         | août           | sep.          | oct.            | nov.          | déc.            | année      |
| ------------------------------------- | ------------- | -------------- | -------------- | --------------- | ------------- | ------------- | ------------ | -------------- | ------------- | --------------- | ------------- | --------------- | ---------- |
| Température minimale moyenne (°C)     | 2,8           | 2,9            | 5,1            | 6,8             | 10,4          | 13,4          | 15           | 15,2           | 12,3          | 10              | 5,5           | 3               | 8,6        |
| Température moyenne (°C)              | 5,5           | 6,2            | 9,1            | 11,1            | 15,1          | 18,3          | 20,1         | 20,4           | 16,8          | 13,5            | 8,4           | 5,6             | 12,5       |
| Température maximale moyenne (°C)     | 8,2           | 9,5            | 13,1           | 15,5            | 19,7          | 23,3          | 25,2         | 25,6           | 21,4          | 17              | 11,3          | 8,2             | 16,5       |
| Record de froid (°C) date du record   | −10 08.01.09  | −12,9 09.02.12 | −10,1 01.03.05 | −2,2 04.04.1996 | 0,6 05.05.19  | 5,8 01.06.11  | 7,4 12.07.00 | 7,4 28.08.1998 | 3,3 25.09.02  | −2,8 30.10.1997 | −7 22.11.1998 | −9,9 30.12.1996 | −12,9 2012 |
| Record de chaleur (°C) date du record | 17,6 01.01.22 | 23,8 27.02.19  | 26,1 20.03.05  | 30 30.04.05     | 32,5 30.05.01 | 37,2 27.06.11 | 38 23.07.19  | 39,2 05.08.03  | 34,1 12.09.16 | 29,2 02.10.11   | 23,4 08.11.15 | 17,7 07.12.00   | 39,2 2003  |
| Précipitations (mm)                   | 93,2          | 77             | 72,7           | 79,2            | 82,4          | 76,8          | 69,6         | 78,7           | 82,1          | 86,6            | 108           | 101,6           | 1 007,9    |

### Végétation
La commune est boisée à 40 %, et les bois se retrouvent principalement sur les flancs des vallons. On trouve principalement du châtaignier et des résineux (épicéas, douglas).
Les sommets des plateaux sont consacrés à l'agriculture.

## Urbanisme

### Typologie
Au 1er janvier 2024, Montembœuf est catégorisée commune rurale à habitat dispersé, selon la nouvelle grille communale de densité à 7 niveaux définie par l'Insee en 2022.
Elle est située hors unité urbaine et hors attraction des villes,.

### Occupation des sols
L'occupation des sols de la commune, telle qu'elle ressort de la base de données européenne d’occupation biophysique des sols Corine Land Cover (CLC), est marquée par l'importance des territoires agricoles (71,9 % en 2018), en augmentation par rapport à 1990 (71,1 %). La répartition détaillée en 2018 est la suivante : 
zones agricoles hétérogènes (39,3 %), forêts (25,4 %), prairies (21,6 %), terres arables (10,4 %), zones urbanisées (2,7 %), cultures permanentes (0,5 %). L'évolution de l’occupation des sols de la commune et de ses infrastructures peut être observée sur les différentes représentations cartographiques du territoire : la carte de Cassini (XVIIIe siècle), la carte d'état-major (1820-1866) et les cartes ou photos aériennes de l'IGN pour la période actuelle (1950 à aujourd'hui).

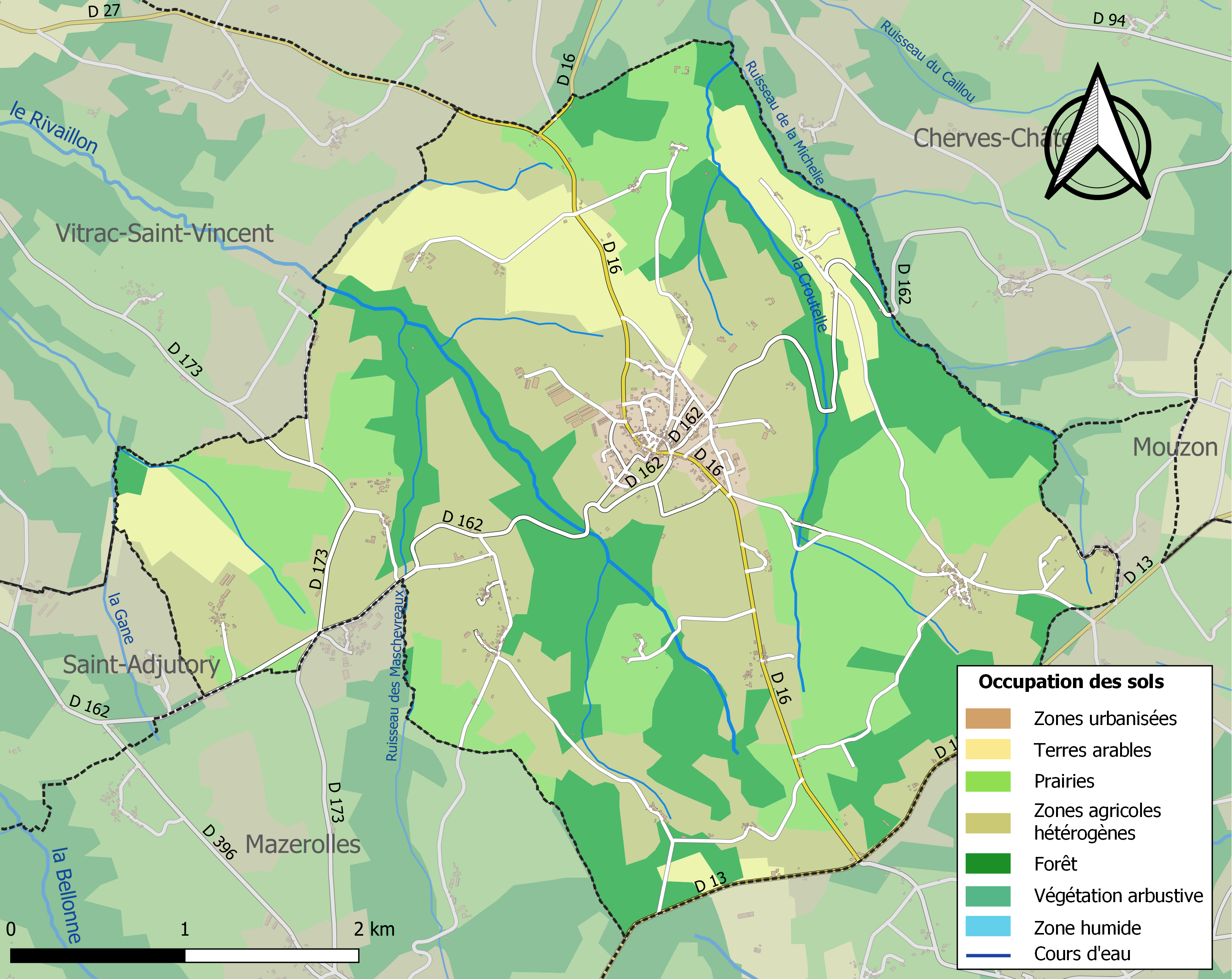
Carte des infrastructures et de l'occupation des sols de la commune en 2018 (CLC).

### Risques majeurs
Le territoire de la commune de Montembœuf est vulnérable à différents aléas naturels : météorologiques (tempête, orage, neige, grand froid, canicule ou sécheresse) et séisme (sismicité faible). Il est également exposé à un risque particulier : le risque de radon. Un site publié par le BRGM permet d'évaluer simplement et rapidement les risques d'un bien localisé soit par son adresse soit par le numéro de sa parcelle.

#### Risques naturels

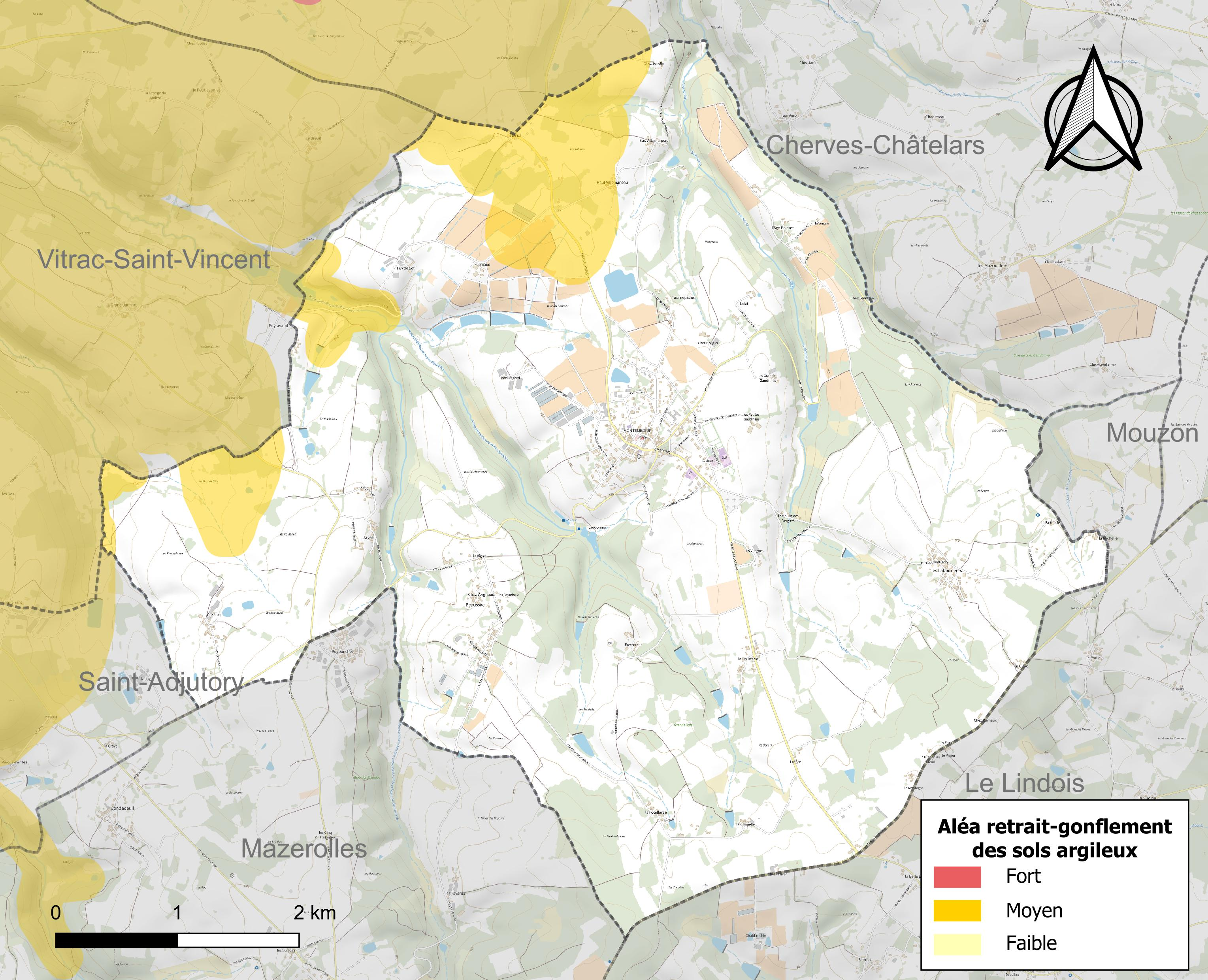
Carte des zones d'aléa retrait-gonflement des sols argileux de Montembœuf.

Le retrait-gonflement des sols argileux est susceptible d'engendrer des dommages importants aux bâtiments en cas d’alternance de périodes de sécheresse et de pluie. 9 % de la superficie communale est en aléa moyen ou fort (67,4 % au niveau départemental et 48,5 % au niveau national). Sur les 431 bâtiments dénombrés sur la commune en 2019,  16 sont en aléa moyen ou fort, soit 4 %, à comparer aux 81 % au niveau départemental et 54 % au niveau national. Une cartographie de l'exposition du territoire national au retrait gonflement des sols argileux est disponible sur le site du BRGM,.
Par ailleurs, afin de mieux appréhender le risque d’affaissement de terrain, l'inventaire national des cavités souterraines permet de localiser celles situées sur la commune.
La commune a été reconnue en état de catastrophe naturelle au titre des dommages causés par les inondations et coulées de boue survenues en 1982, 1983 et 1999. Concernant les mouvements de terrains, la commune a été reconnue en état de catastrophe naturelle au titre des dommages causés par des mouvements de terrain en 1999.

#### Risque particulier
Dans plusieurs parties du territoire national, le radon, accumulé dans certains logements ou autres locaux, peut constituer une source significative d’exposition de la population aux rayonnements ionisants. Certaines communes du département sont concernées par le risque radon à un niveau plus ou moins élevé. Selon la classification de 2018, la commune de Montembœuf est classée en zone 3, à savoir zone à potentiel radon significatif.

## Toponymie
Une forme ancienne  est Monte Bovis au XIIIe siècle.
L'origine du nom de Montembœuf remonterait au latin mons signifiant « colline » ou « montagne » et à un nom de personne germanique Bovo peut-être précédé de la particule nobiliaire en. La forme a été latinisée en monte bovis, « mont au bœuf », et francisée. Toutefois le gentilice est montembelvien.

### Langues
La commune est dans la partie occitane de la Charente qui en occupe le tiers oriental, et le dialecte est limousin. Elle se nomme Montembuòu en occitan.

## Histoire
Avant la Révolution et la formation du département de la Charente, Montembœuf a été une enclave du Poitou en Angoumois et Limousin.
Des souterrains-refuges d'époque indéterminée existaient au nord du bourg et avaient été mis au jour lors de la construction de la route de Chasseneuil.
Les pépinières ont été créées en 1888 par M. Gâteau, puis tenues par son gendre, M.Duparc-Gâteau, maire de la commune, grâce à qui les bâtiments publics comme l'église et la gendarmerie ont été reconstruits. Ces pépinières étaient au début du XXe siècle une des plus vastes du sud-ouest de la France, et leurs produits s'exportaient déjà en Espagne et en Italie.
Pendant la première moitié du XXe siècle, la commune était aussi desservie par la petite ligne ferroviaire d'intérêt local à voie métrique des Chemins de fer économiques des Charentes allant d'Angoulême à Roumazières par Montbron appelée le Petit Mairat.

## Politique et administration
| Période                                  | Période  | Identité             | Étiquette | Qualité                                     |
| ---------------------------------------- | -------- | -------------------- | --------- | ------------------------------------------- |
| Les données manquantes sont à compléter. |          |                      |           |                                             |
| 1995                                     | 2010     | Daniel Bouffart      | SE        | Agriculteur retraité                        |
| 2010                                     | 2014     | Dominique Chevreuse  | SE        | Agriculteur                                 |
| 2014                                     | En cours | Jean-Marie Trapateau | SE        | Responsable de service hospitalier retraité |

## Démographie

### Évolution démographique
L'évolution du nombre d'habitants est connue à travers les recensements de la population effectués dans la commune depuis 1793. Pour les communes de moins de 10 000 habitants, une enquête de recensement portant sur toute la population est réalisée tous les cinq ans, les populations de référence des années intermédiaires étant quant à elles estimées par interpolation ou extrapolation. Pour la commune, le premier recensement exhaustif entrant dans le cadre du nouveau dispositif a été réalisé en 2006.

En 2022, la commune comptait 659 habitants, en évolution de +1,38 % par rapport à 2016 (Charente : −0,48 %, France hors Mayotte : +2,11 %).
| 1793  | 1800 | 1806  | 1821  | 1831  | 1841  | 1846  | 1851  | 1856  |
| ----- | ---- | ----- | ----- | ----- | ----- | ----- | ----- | ----- |
| 1 072 | 947  | 1 161 | 1 149 | 1 257 | 1 262 | 1 278 | 1 347 | 1 258 |

| 1861  | 1866  | 1872  | 1876  | 1881  | 1886  | 1891  | 1896  | 1901  |
| ----- | ----- | ----- | ----- | ----- | ----- | ----- | ----- | ----- |
| 1 246 | 1 307 | 1 224 | 1 306 | 1 281 | 1 330 | 1 240 | 1 227 | 1 258 |

| 1906  | 1911  | 1921  | 1926  | 1931 | 1936 | 1946 | 1954 | 1962 |
| ----- | ----- | ----- | ----- | ---- | ---- | ---- | ---- | ---- |
| 1 230 | 1 276 | 1 063 | 1 046 | 966  | 904  | 904  | 796  | 777  |

| 1968 | 1975 | 1982 | 1990 | 1999 | 2006 | 2011 | 2016 | 2021 |
| ---- | ---- | ---- | ---- | ---- | ---- | ---- | ---- | ---- |
| 756  | 676  | 701  | 708  | 669  | 692  | 674  | 650  | 656  |

| 2022 | - | - | - | - | - | - | - | - |
| ---- | - | - | - | - | - | - | - | - |
| 659  | - | - | - | - | - | - | - | - |

### Pyramide des âges
La population de la commune est relativement âgée.
En 2018, le taux de personnes d'un âge inférieur à 30 ans s'élève à 27,5 %, soit en dessous de la moyenne départementale (30,2 %). À l'inverse, le taux de personnes d'âge supérieur à 60 ans est de 33,8 % la même année, alors qu'il est de 32,3 % au niveau départemental.
En 2018, la commune comptait 314 hommes pour 337 femmes, soit un taux de 51,77 % de femmes, légèrement supérieur au taux départemental (51,59 %).
Les pyramides des âges de la commune et du département s'établissent comme suit.
| Hommes | Classe d’âge | Femmes |
| ------ | ------------ | ------ |
| 1,0    | 90 ou +      | 3,9    |
| 10,3   | 75-89 ans    | 14,1   |
| 21,6   | 60-74 ans    | 16,5   |
| 23,1   | 45-59 ans    | 21,8   |
| 16,6   | 30-44 ans    | 16,1   |
| 9,2    | 15-29 ans    | 8,0    |
| 18,2   | 0-14 ans     | 19,5   |

| Hommes | Classe d’âge | Femmes |
| ------ | ------------ | ------ |
| 1      | 90 ou +      | 2,7    |
| 9,2    | 75-89 ans    | 12     |
| 20,6   | 60-74 ans    | 21,3   |
| 20,7   | 45-59 ans    | 20,3   |
| 16,8   | 30-44 ans    | 16     |
| 15,6   | 15-29 ans    | 13,4   |
| 16,1   | 0-14 ans     | 14,3   |

## Économie

### Agriculture

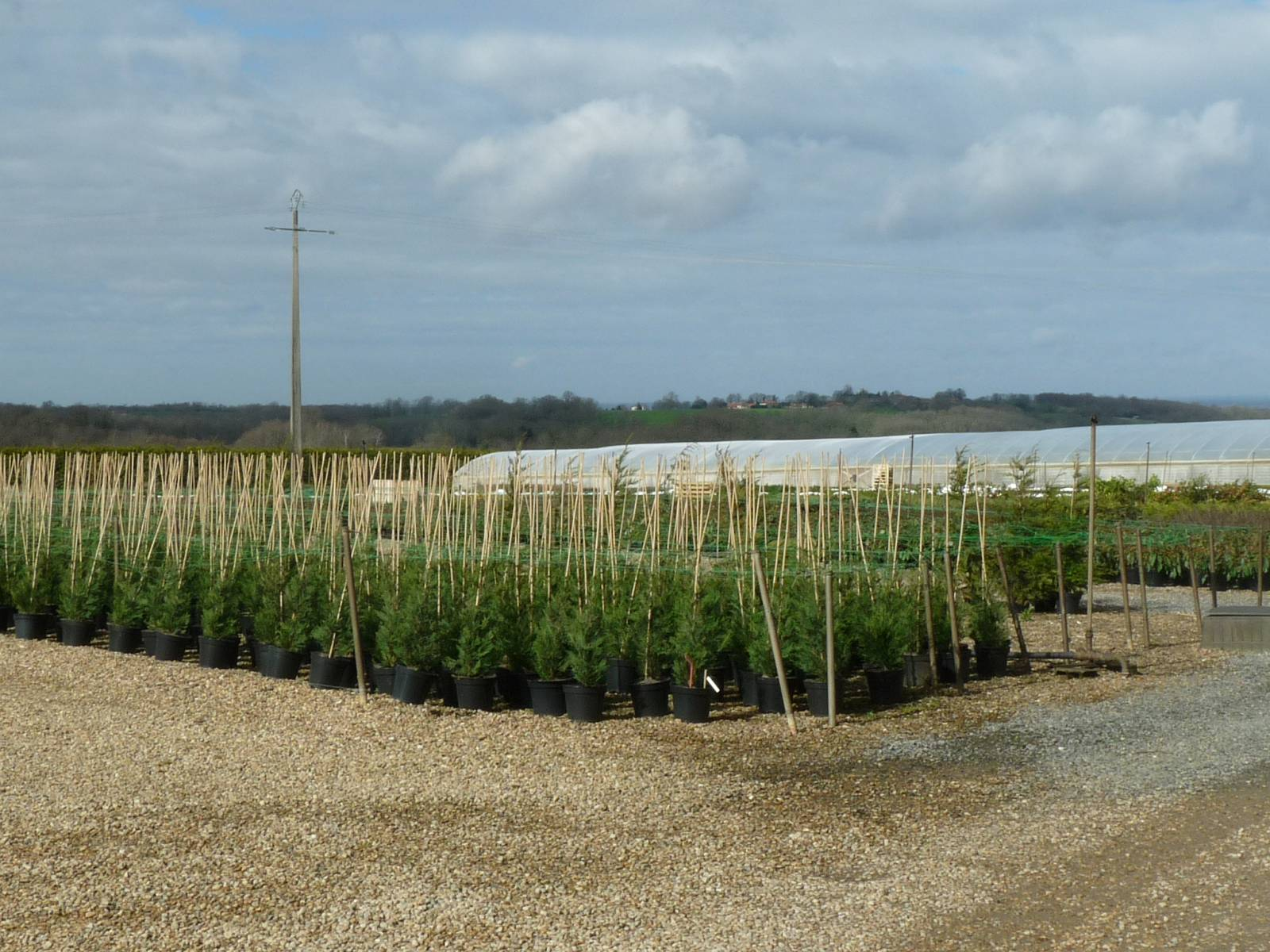
Les pépinières.

Montembœuf est connu dans la région et depuis la fin du XIXe siècle pour ses pépinières. Elles concernent principalement les arbres fruitiers ou de décoration (feuillus ou résineux).
Elles occupaient en 1983 130 ha et 70 salariés.
Le reste des terres agricoles concerne principalement l'élevage, en particulier celui de la vache limousine.

### Commerces

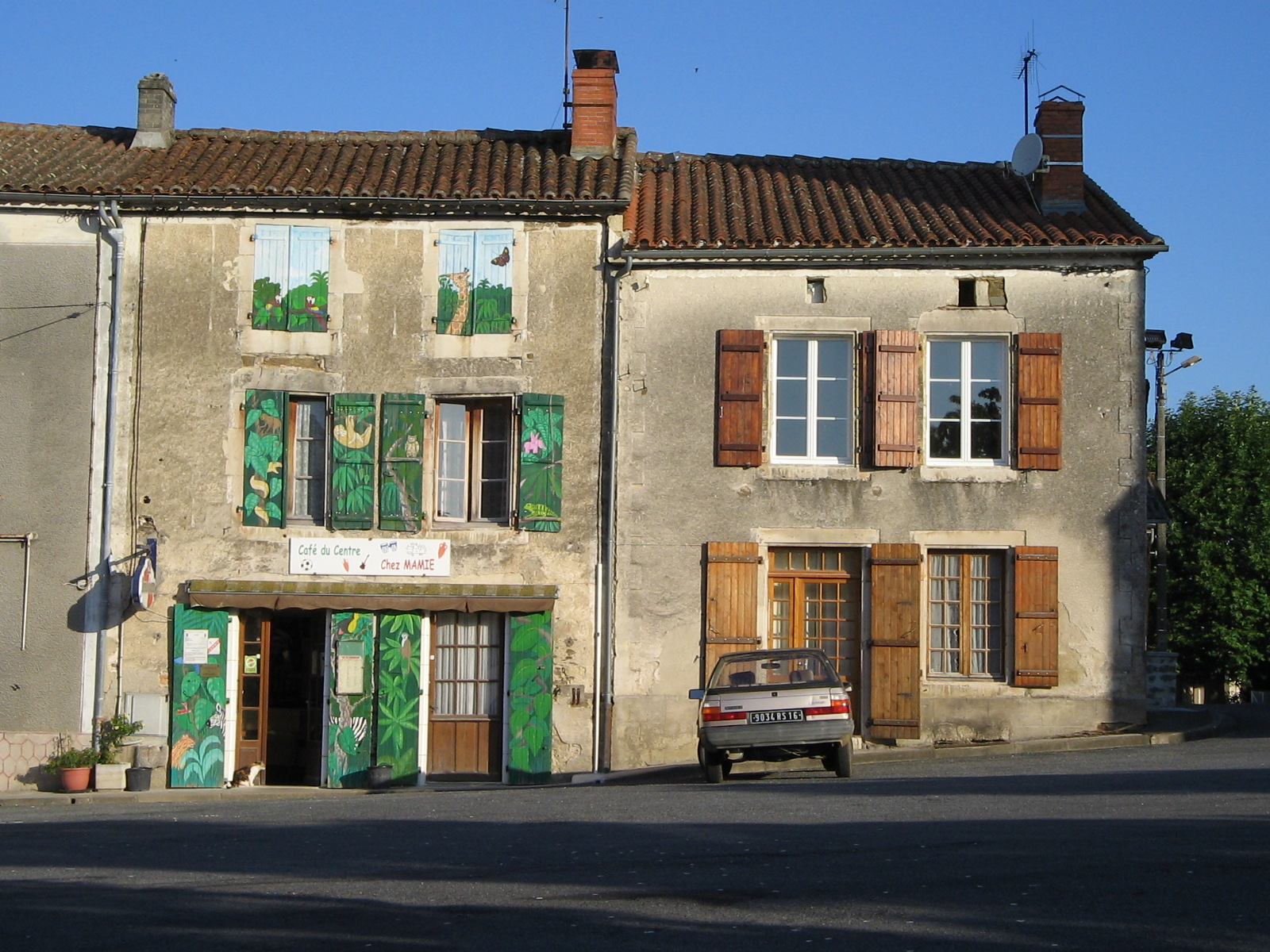
Café en 2008.

- Boucherie, crèmerie
- Alimentation
- Boulangerie
- Garagiste
- Électricité, plomberie, chauffage
- Coiffure
- Café
- Restaurant
- Vétérinaire

## Équipements, services et vie locale

### Enseignement
- Le collège d'enseignement général public accueille les enfants de la 6e à la 3e en huit classes et 172 élèves en 2011[39].
- L'école est un RPI entre Montembœuf, Vitrac-Saint-Vincent, Cherves, Massignac et Mazerolles. Montembœuf accueille les élèves du CP au CM2, avec cinq classes, Vitrac et Mazerolles sont des écoles maternelles[40]. Cherves accueille les élèves du CP au CE2, Massignac accueille les élèves de maternelle et de CP.

### Sports et activités
- Festival de l'Imprévu, chaque début septembre.

## Lieux et monuments

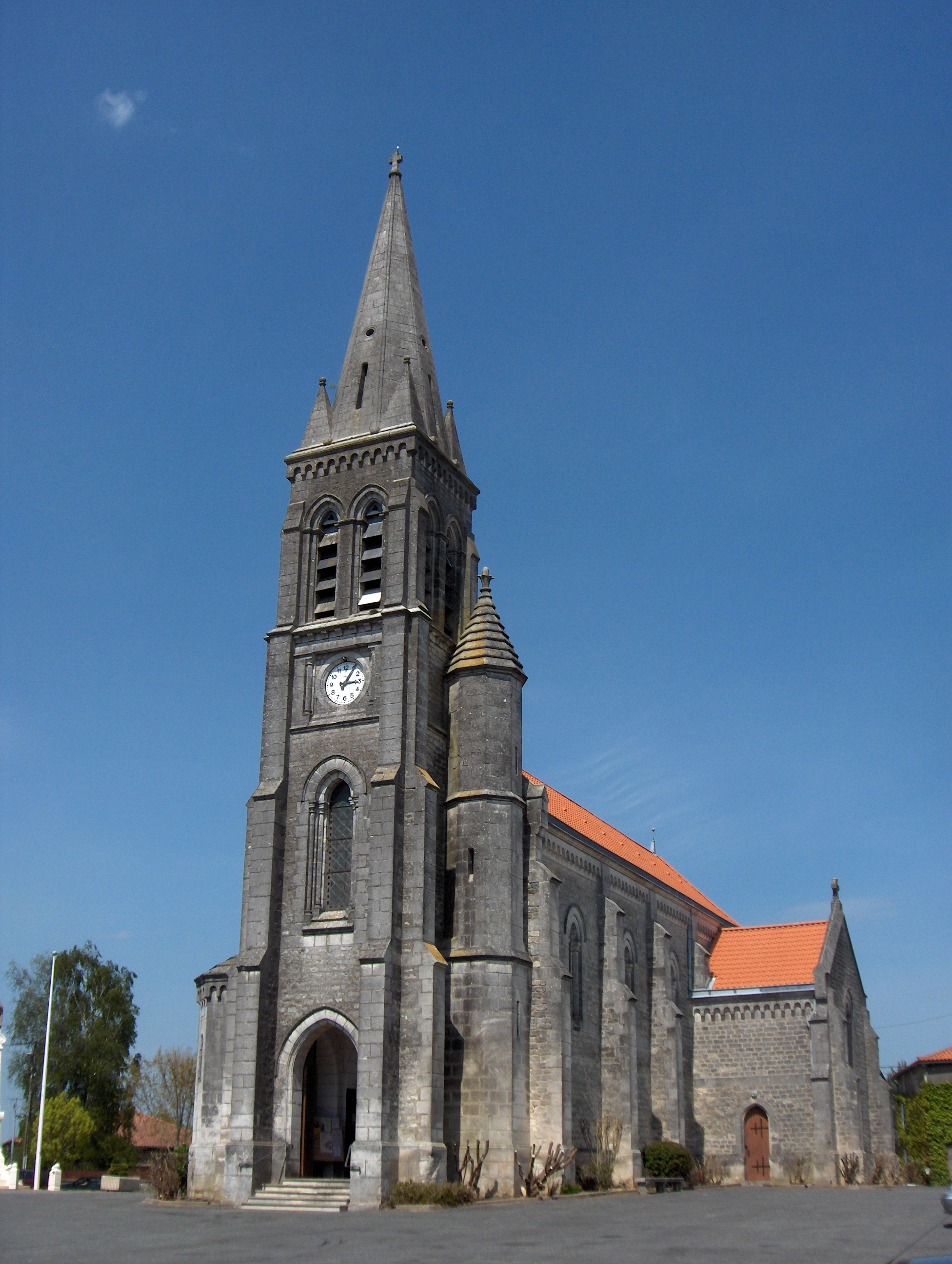
L'église néo-gothique.

- L'église, de style néo-gothique, construite en 1906
- La chapelle, sur la route de Saint-Adjutory
- Fontaine de l'Étang rompu : à Villemaneau, au bout d'un petit chemin de terre. Ce serait une ancienne fontaine de dévotion…
- Le lac de Puyravaud, en limite avec la commune de Vitrac-Saint-Vincent.

## Héraldique
| Blason de Montembœuf | Blason  | D'azur à la tour d'argent ouverte, ajourée et maçonnée de sable, surmontée de trois étoiles d'or rangées en chef. |
| Blason de Montembœuf | Détails | Blason de la famille Gros de Montembœuf. Le statut officiel du blason reste à déterminer.                         |